# 샤마흐 FK

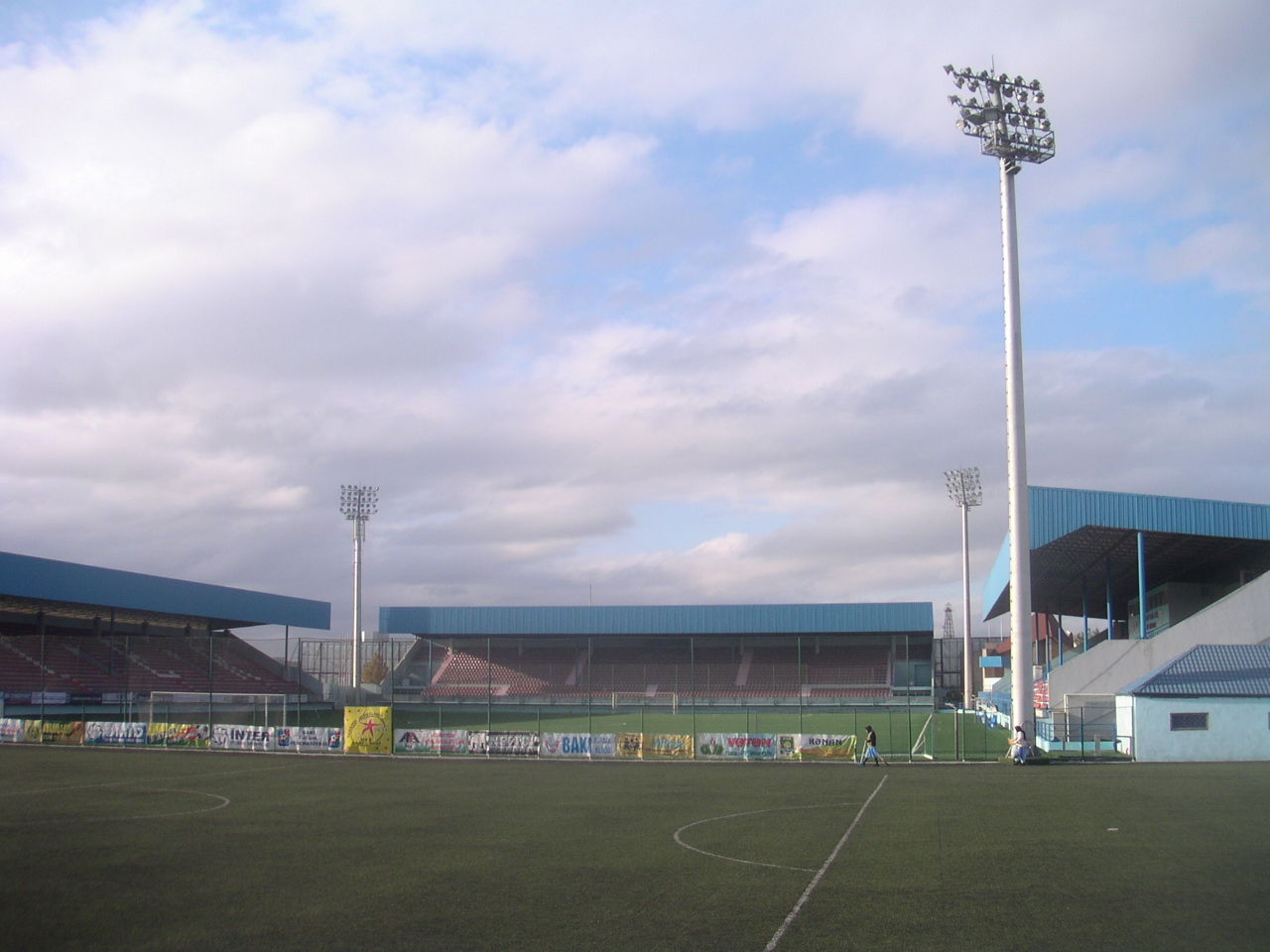

샤마흐 FK[Şamaxı Futbol Klubu, 옛 명칭 인테르 바쿠(Inter Baku) 및 케슐레 FK(Keşlə Futbol Klubu)]는 샤마흐를 연고로 하는 아제르바이잔의 축구 클럽으로, 현재 아제르바이잔 프리미어리그에 참가하고 있다. 두 차례 리그 우승을 경험한 바가 있다.
2015–16 시즌 메인 스폰서인 아제르바이잔 국영은행의 재정 위기로 인한 재정 문제를 겪기 시작했고, 결국엔 UEFA에게 세 시즌 유럽 클럽 대항전 출전 금지를 당하고 말았다. 이러한 어려움이 지속되다가 2017년부터 클럽의 명칭을 케슐레 FK로 변경하고 로고, 유니폼 색을 바꾸었다. 2022년에 클럽의 명칭을 샤마흐 FK로 변경하였다.
인테르 바쿠는 2004년에 UEFA 인터토토컵에 진출하면서 처음으로 유럽 대회에 진출하여 2회전까지 올라갔었다.

## 역사
인테르 바쿠가 1997년에 창단되었을 때는 다른 이름으로 시작하였다. 그 해에 아제르바이잔의 첫 사립 대학인 카자르 대학 클럽이란 이름으로 설립되어 아마추어 리그에 참가하였다. 카자르 대학 클럽은 다음 시즌인 1998-99시즌까지 아마추어 리그에 참가하였다. 1999-2000시즌에 아제르바이잔 프리미어리그에 참가하여 11위를 기록하였다. 2000-01시즌엔 7위, 2001-02시즌엔 6위, 2003-04시즌엔 4위를 기록하였다. (2002-03시즌엔 대회가 중간에 중단되었다.)
2003-04시즌에 4위를 기록하면서 최초로 UEFA 인터토토컵에 진출하기도 했다. 2004년 여름에 카자르 대학 클럽은 새롭게 탄생하는 인테르 바쿠 PFC (Inter Baku Professional Football Club)로 바꾸어 탄생하여, 13번째 프리미어리그를 인테르 바쿠로 끝마쳤다. 2004년 후반에 인테르 바쿠는 인테르 프로페셔널 클럽 (Inter Professional Club)으로 명칭을 바꾸어 2004-05시즌을 7위로 마쳤다. 2005-06시즌과 2006-07시즌엔 4위로 마감하고, 2007-08시즌에 처음으로 리그 우승을 하였다.

## 선수 명단

### 현역
참고: FIFA 자격 규정에 따라 소속된 국가대표팀 국기를 표시합니다. 선수는 복수의 FIFA 비회원국 국적을 가지고 있을 수 있습니다.
| 번호 | 포지션 | 국적 | 이름 |
| ---- | ------ | ---- | ---- |

| 번호 | 포지션 | 국적     | 이름            |
| ---- | ------ | -------- | --------------- |
| 66   | DF     | 세르비아 | 바실리에 바키치 |

## 역대 성적
- 아제르바이잔 프리미어리그 우승

우승 (2): 2007-08, 2009-10
- 아제르바이잔 컵 우승

우승 (1): 2017-18